# Xerxes/DHC '66 in het seizoen 1967/68
Het seizoen 1967/1968 was het eerste en enige jaar in het bestaan van de Delftse betaaldvoetbalclub Xerxes/DHC '66, de club werd aan het eind van het vorige seizoen opgericht na het fuseren tussen Xerxes uit Rotterdam en DHC '66 uit Delft, het team speelde haar wedstrijden aan de Brasserskade in Delft. De club kwam uit in de Eredivisie en eindigde daarin op de zevende plaats. Tevens deed de club mee aan het toernooi om de KNVB beker, hierin werd de club in de groepsfase uitgeschakeld. Aan het eind van het seizoen werd de club failliet verklaard en keerden beide clubs, apart van elkaar, terug naar het amateurvoetbal.

## Wedstrijdstatistieken

### Eredivisie
|       | ADO   | Ajax  | DOS   | DWS   | Feijenoord | Fortuna '54 | Go Ahead | GVAV  | MVV   | NAC   | N.E.C. | PSV   | Sittardia | Sparta | Telstar | FC Twente '65 | Volendam |
| ----- | ----- | ----- | ----- | ----- | ---------- | ----------- | -------- | ----- | ----- | ----- | ------ | ----- | --------- | ------ | ------- | ------------- | -------- |
| Thuis | 0 – 1 | 0 – 1 | 2 – 1 | 1 – 2 | 0 – 3      | 5 – 0       | 4 – 2    | 1 – 0 | 2 – 1 | 3 – 0 | 2 – 1  | 1 – 2 | 2 – 0     | 1 – 1  | 3 – 0   | 2 – 0         | 1 – 1    |
| Uit   | 0 – 2 | 5 – 0 | 1 – 1 | 1 – 2 | 0 – 1      | 3 – 1       | 3 – 0    | 1 – 1 | 0 – 0 | 4 – 2 | 0 – 0  | 1 – 1 | 1 – 1     | 3 – 0  | 2 – 2   | 2 – 0         | 4 – 1    |

### KNVB beker
| Groepsfase                                        | ADO                                                                                          | 6 – 1 (2 – 1) | Xerxes/DHC '66                           |
| 3 januari 1968 Plaats: Den Haag Zuiderparkstadion | Piet de Zoete 1' Kees Aarts 22' Lex Schoenmaker 65', 88' Harrie Heijnen 75' Aad Mansveld 85' |               | 20' Eddy Blok                            |
| Groepsfase                                        | Xerxes/DHC '66                                                                               | 2 – 2 (1 – 1) | Fortuna                                  |
| 25 februari 1968 Plaats: Delft Brasserskade       | Eddy Blok 10' Frans van der Heide 80'                                                        |               | 20' Adrie van Oudheusden 77' Cees Bouman |
| Groepsfase                                        | Holland Sport                                                                                | 0 – 0         | Xerxes/DHC '66                           |
| 24 maart 1968 Plaats: Den Haag Houtrust           |                                                                                              |               |                                          |

## Statistieken Xerxes/DHC '66 1967/1968

### Eindstand Xerxes/DHC '66 in de Nederlandse Eredivisie 1967 / 1968
| Stand | Gespeeld | Gewonnen | Gelijk | Verloren | Punten | Doelpunten voor | Doelpunten tegen |
| ----- | -------- | -------- | ------ | -------- | ------ | --------------- | ---------------- |
| 7e    | 34       | 13       | 9      | 12       | 35     | 45              | 47               |

### Topscorers
| #      | Naam                | Goal |
| ------ | ------------------- | ---- |
| 1.     | Willem van Hanegem  | 26   |
| 2.     | Frans van der Heide | 4    |
| 2.     | Rob Jacobs          | 4    |
| 4.     | Hans Dorjee         | 3    |
| 4.     | Wim Kleinjan        | 3    |
| 6.     | Lazar Radović       | 2    |
| 7.     | Eddy Blok           | 1    |
| 7.     | Ab Fafié            | 1    |
| 7.     | Co Lissenberg       | 1    |
| Totaal | Totaal              | 45   |

| #      | Naam                | Goal |
| ------ | ------------------- | ---- |
| 1.     | Eddy Blok           | 2    |
| 2.     | Frans van der Heide | 1    |
| Totaal | Totaal              | 3    |

## Voetnoten
ADO ·
Ajax ·
DOS ·
DWS ·
Feijenoord ·
Fortuna '54 ·
Go Ahead ·
GVAV ·
MVV ·
NAC ·
N.E.C. ·
PSV ·
Sittardia ·
Sparta ·
Telstar ·
FC Twente '65 ·
Volendam ·
Xerxes/DHC '66